# Turritella communis
Turritella communis é uma espécie de gastrópode.
A sua concha mede entre 4 a 6 cm de altura e tem um grande número de voltas muito marcadas. É estreita em relação à altura. A cor é variável, sendo normalmente vermelha, castanha, amarela ou branca.
Habita no infralitoral até 80 m de profundidade.
Distribui-se pelos mares Mediterrâneo e do Norte, pelo oceano Atlântico e no canal da Mancha.